# Indosat
Indosat è una delle più grandi società di telecomunicazioni e fornitrice di servizi dell'Indonesia.
Indosat offre (prepagate e postpagate) servizi di telefonia cellulare (Mentari, IM3 e Matrix), servici di voce per la telefonia fissa (tra cui lo International Direct Dialing), servizi di telefonia fissa e senza fili.
La società fornisce anche Multimedia, Internet & Data Communication Services (MIDI).